# جينجر سنابس (فلم)
جينجر سنابس (بالإنجليزية: Ginger Snaps) هو فيلم رعب تم إنتاجه في كندا وصدر سنة 2000 بطولة إيميلي بيركنز وكاثرين إيزابيل.

## القصة
يجب أن تتعامل شقيقتان مهووستان بالموت، منبوذتان في ضواحيهما، مع العواقب المأساوية عندما تتعرض إحداهما للعض من قبل ذئب مميت.

## الميزانية والإيرادات
كلف الفيلم 4.5 مليون دولار وحقق أرباح تقدر بـ 572,781 دولار.

## وصلات خارجية
مقالات تستعمل روابط فنية بلا صلة مع ويكي بيانات